# Nosivka
Nosivka (in ucraino Носівка?; in russo Носовка?, Nosovka) è una città ucraina (12 908 abitanti) nel distretto di Nižyn, nell'oblast' di Černihiv. Ospita l'amministrazione della comunità territoriale di Nosivka  una delle comunità territoriali dell'Ucraina.
Fino al 18 luglio 2020 Nosivka è stata il centro amministrativo del distretto di Nosivka, abolito come parte della riforma amministrativa dell'Ucraina, che ha ridotto a cinque il numero dei distretti dell'oblast' di Černihiv. L'area del distretto di Nosivka è stata fusa nel distretto di Nižyn.